# Jean Ratelle
Joseph Gilbert Yvon „Jean“ Ratelle (* 3. Oktober 1940 in Lac Saint-Jean, Québec) ist ein ehemaliger kanadischer Eishockeyspieler, der im Verlauf seiner aktiven Karriere zwischen 1958 und 1981 für die New York Rangers und Boston Bruins in der National Hockey League spielte. In insgesamt über 1400 Partien erzielte der Center über 1300 Scorerpunkte und wurde unter anderem mit dem Lester B. Pearson Award, der Lady Byng Memorial Trophy sowie der Bill Masterton Memorial Trophy ausgezeichnet. Im Jahr 1985 wurde Ratelle in die Hockey Hall of Fame aufgenommen, bevor die New York Rangers seine Trikotnummer 19 im Februar 2018 sperrten.

## Karriere
Ratelle spielte während seiner Juniorenzeit bei den Guelph Biltmores in der Ontario Hockey Association. Nach einem kurzen, aber erfolgreichen Einsatz bei den Trois-Rivières Lions in der Eastern Professional Hockey League (EPHL) ging er zurück nach Guelph, wo das Team mittlerweile in Royals umbenannt worden war. Hier war er mit 61 Assists bester Vorlagengeber der OHA. In dieser Saison 1960/61 durfte er auch dreimal für die New York Rangers in der National Hockey League auf Punktejagd gehen und konnte hierbei auch zwei Tore erzielen.
Die Saison 1961/62 spielte er zur Hälfte bei den Rangers, ohne dort herauszuragen und den Rest der Saison in der EPHL bei den Kitchener-Waterloo Beavers. Eine Rückenverletzung warf ihn zurück und so war er in den kommenden drei Jahren immer wechselweise bei den Rangers und bei den Baltimore Clippers in der American Hockey League. Erst im Laufe der Saison 1964/65 gelang ihm der endgültige Durchbruch in der NHL. In der Saison 1967/68 schaffte er es erstmals über 30 Tore in einer Saison zu erzielen. Er spielte gemeinsam mit Rod Gilbert und Vic Hadfield in der G-A-G (Goal-A-Game) Line. Seine erfolgreichste Saison spielte er 1971/72. Mit 109 Punkten stellte er eine Bestleistung für die Rangers die erst 34 Jahre später Jaromír Jágr in der Saison 2005/06 übertreffen konnte. Die drei Spieler aus der G-A-G Line belegten in der Scorerliste in dieser Saison die Plätze 3 bis 5. Ein Knöchelbruch im März hinderte ihn jedoch Topscorer zu werden. Auch in den Playoffs war er nicht frei von Verletzungen und so scheiterten die Rangers in den Finalspielen um den Stanley Cup an den Boston Bruins um Bobby Orr und Phil Esposito. 
Sehr stark war auch sein Auftritt mit dem kanadischen Team bei der Summit Series 1972. Nach einigen guten Spielzeiten mit den Rangers kam es zu einem der größten Tauschgeschäfte dieser Zeit. Gemeinsam mit Brad Park wechselte er zu den Boston Bruins, im Gegenzug kamen Phil Esposito und Carol Vadnais nach New York. 
Auch in Boston, wo er häufig mit Rick Middleton in einer Sturmreihe spielte, konnte er in seinen ersten fünf Jahren immer über 70 Scorerpunkte. In den Spielzeiten 1976/77 und 1977/78 erreichte er mit den Bruins noch zweimal die Finalspiele um den Stanley Cup, doch beide Male scheiterten sie an den Canadiens de Montréal und so blieb es ihm verwehrt diese Trophäe zu gewinnen. Als zwölfter Spieler der NHL-Geschichte erreichte er am 3. April 1977 die 1.000 Punkte Marke. Nach der Saison 1980/81 beendete er seine Karriere.
Ab 1982 wurde er unter Gerry Cheevers für drei Jahre Assistenztrainer bei den Bruins. 
1985 wurde er mit der Aufnahme in die Hockey Hall of Fame geehrt. Im Februar 2018 ehrten ihn die New York Rangers, indem sie seine Trikotnummer 19 sperrten.

## Erfolge und Auszeichnungen
| - 1970 Teilnahme am NHL All-Star Game - 1971 Teilnahme am NHL All-Star Game - 1971 Bill Masterton Memorial Trophy - 1972 Teilnahme am NHL All-Star Game - 1972 Lester B. Pearson Award - 1972 Lady Byng Memorial Trophy | - 1972 NHL Second All-Star Team - 1973 Teilnahme am NHL All-Star Game - 1976 Lady Byng Memorial Trophy - 1980 Teilnahme am NHL All-Star Game - 1985 Aufnahme in die Hockey Hall of Fame - 2018 Sperrung der Trikotnummer 19 durch die New York Rangers |

## Team-Rekorde
- 109 Punkte als Center bei den New York Rangers (1971/72)

## Karrierestatistik

### International
Vertrat Kanada bei:
- Summit Series 1972

(Legende zur Spielerstatistik: Sp oder GP = absolvierte Spiele; T oder G = erzielte Tore; V oder A = erzielte Assists; Pkt oder Pts = erzielte Scorerpunkte; SM oder PIM = erhaltene Strafminuten; +/− = Plus/Minus-Bilanz; PP = erzielte Überzahltore; SH = erzielte Unterzahltore; GW = erzielte Siegtore; 1 Play-downs/Relegation; Kursiv: Statistik nicht vollständig)